# Nazionale maschile di calcio del Nicaragua
La nazionale di calcio del Nicaragua (in spagnolo Selección de fútbol de Nicaragua) è la rappresentativa nazionale calcistica dell'omonimo stato centroamericano, posta sotto l'egida della Federación Nicaragüense de Fútbol ed è affiliata alla CONCACAF.
Occupa la 147ª posizione nel ranking mondiale FIFA.

## Storia
Meglio conosciuto come nazione beisbolista, avendo ottenuto cinque volte il secondo posto nel Mondiale di baseball, il Nicaragua ha ottenuto il suo primo grande onore nel calcio qualificandosi per la Gold Cup 2009, dopo aver battuto per 2-0 il Guatemala e guadagnato il quinto posto nella Coppa delle Nazioni UNCAF 2009. Fu la prima vittoria del Nicaragua sul Guatemala dopo 17 tentativi.
La metà della nazionale proviene da due club locali: il Diriangén, ventisei volte vincitore della lega nicaraguense e dal suo eterno rivale, l'undici volte vincitore Real Estelí.

## Partecipazioni ai tornei internazionali
Legenda: Grassetto: Risultato migliore, Corsivo: Mancate partecipazioni

## Tutte le rose

### Gold Cup
CONCACAF Gold Cup 20091 Espinoza, 2 Mejía, 3 S. Avilés, 4 Collado, 5 C. Alonso, 6 A. Reyes, 7 Barrera, 8 Calero, 9 Sánchez, 10 Wilson, 11 Zeledón, 12 Mendieta, 13 Rodríguez, 14 G. Avilés, 15 López, 16 Molina, 17 Carballo, 18 Medina, 19 V. Alonso, 20 Solórzano, 21 Martínez, 22 D. Reyes, CT: Olivas
CONCACAF Gold Cup 20171 Lorente, 2 Quijano, 3 Rosas, 4 Niño, 5 E. Téllez, 6 Copete, 7 Chavarría, 8 M. López, 9 Cadena, 10 Galeano, 11 Barrera, 12 D. Téllez, 13 García, 14 Pavón, 15 B. Montiel, 16 Pinel, 17 Veliz, 18 M. Montiel, 19 Peralta, 20 O. López, 21 Hurtado, 22 Errington, 23 Maradiaga, CT: Duarte
CONCACAF Gold Cup 20191 Lorente, 2 Quijano, 3 Rosas, 4 Huete, 5 Montenegro, 6 Copete, 7 Chavarría, 8 M. López, 9 Cadena, 10 Galeano, 11 Barrera, 12 Maradiaga, 13 Arteaga, 14 Serapio, 15 Bonilla, 16 Gkoufas, 17 Punyed, 18 Betancur, 19 Pérez, 20 O. López, 21 Flores, 22 Báez, 23 Rodríguez, CT: Duarte

## Rosa attuale
Lista dei giocatori convocati per le sfide amichevoli contro il Guatemala del 28 maggio 2024.
|  | P | César Salandia        | 13 giugno 2004   | 5  | 0  | Real Estelí   |  |  |
|  | P | Jason Vega            | 6 novembre 1995  | 1  | 0  | San Carlos    |  |  |
|  | P | Brandon Mayorga       | 6 gennaio 1998   | 0  | 0  | Managua       |  |  |
|  |   |                       |                  |    |    |               |  |  |
|  | D | Josué Quijano         | 10 marzo 1991    | 93 | 3  | Real Estelí   |  |  |
|  | D | Marvin Fletes         | 12 novembre 1997 | 31 | 1  | Real Estelí   |  |  |
|  | D | Óscar Acevedo         | 18 marzo 1997    | 23 | 2  | Real Estelí   |  |  |
|  | D | Christian Reyes       | 3 gennaio 1998   | 10 | 0  | Liberia Mía   |  |  |
|  | D | Justing Cano          | 22 marzo 2002    | 2  | 0  | Diriangén     |  |  |
|  | D | Pablo Rodriguez       | 4 giugno 2000    | 1  | 0  | UNAN Managua  |  |  |
|  | D | Francisco Vallecillo  | 20 ottobre 2002  | 0  | 0  | Real Estelí   |  |  |
|  |   |                       |                  |    |    |               |  |  |
|  | C | Juan Barrera          | 2 maggio 1989    | 87 | 24 | UNAN Managua  |  |  |
|  | C | Kevin Serapio         | 9 aprile 1996    | 26 | 1  | Managua       |  |  |
|  | C | Harold Medina         | 30 gennaio 2002  | 21 | 2  | Real Estelí   |  |  |
|  | C | Henry Niño            | 3 novembre 1997  | 21 | 1  | Real Estelí   |  |  |
|  | C | Jonathan Moncada      | 3 gennaio 1998   | 16 | 0  | Diriangén     |  |  |
|  | C | Junior Arteaga        | 9 dicembre 1999  | 13 | 1  | Diriangén     |  |  |
|  | C | Nextaly Rodriguez     | 3 marzo 1998     | 7  | 1  | UNAN Managua  |  |  |
|  | C | Jeremy Cuarezma       | 28 maggio 2000   | 2  | 0  | UNAN Managua  |  |  |
|  | C | Josué Calderon        | 30 maggio 2002   | 0  | 0  | Sporting S.J. |  |  |
|  |   |                       |                  |    |    |               |  |  |
|  | A | Luis Fernando Coronel | 25 febbraio 1997 | 15 | 3  | Diriangén     |  |  |
|  | A | Widman Talavera       | 12 gennaio 2003  | 12 | 1  | Real Estelí   |  |  |
|  | A | Bancy Hernandez       | 17 giugno 2000   | 12 | 0  | Real Estelí   |  |  |
|  | A | Abner Acuña           | 5 marzo 1997     | 9  | 0  | UNAN Managua  |  |  |

## Record individuali
Statistiche aggiornate al 28 maggio 2024.
I giocatori in grassetto sono ancora in attività con la maglia della nazionale.

### Record presenze
| Posizione | Giocatore            | Pres. | Reti | Periodo   |
| --------- | -------------------- | ----- | ---- | --------- |
| 1         | Josué Quijano        | 93    | 3    | 2011-     |
| 2         | Juan Barrera         | 87    | 24   | 2009-     |
| 3         | Manuel Rosas Arreola | 60    | 2    | 2013-2022 |
| 4         | David Solórzano      | 49    | 1    | 1999-2014 |
| 5         | Carlos Chavarría     | 44    | 11   | 2013-2021 |
| 6         | Marlon López         | 40    | 0    | 2014-2020 |
| 7         | Denis Espinoza       | 39    | 1    | 2004-2021 |
| 7         | Luis Copete          | 39    | 3    | 2014-     |
| 9         | Carlos Alonso        | 37    | 0    | 1999-2011 |
| 10        | Daniel Cadena        | 34    | 3    | 2014-2021 |

### Record reti
| Posizione | Giocatore              | Reti | Pres. | Periodo   |
| --------- | ---------------------- | ---- | ----- | --------- |
| 1         | Juan Barrera           | 24   | 87    | 2009-     |
| 2         | Carlos Chavarría       | 11   | 44    | 2013-2021 |
| 2         | Emilio Palacios        | 11   | 26    | 2001-2009 |
| 4         | Jaime Moreno           | 10   | 36    | 2016-     |
| 5         | Raúl Leguías           | 8    | 23    | 2011-2016 |
| 6         | Ariagner Smith         | 7    | 20    | 2017-     |
| 6         | Matias Belli Moldskred | 7    | 24    | 2021-     |
| 8         | Byron Bonilla          | 6    | 33    | 2016-     |
| 9         | Luis Manuel Galeano    | 5    | 34    | 2015-     |